# Castell d'Alsunga
Castell d'Alsunga (en letó: Alsungas pilsen; en alemany: Schloss Alschwangen) és un castell situat al poble d'Alsunga (municipi d'Alsunga), a la regió històrica de Curlàndia, a l'oest de Letònia. Va ser construït per l'Orde Livonià durant la primera meitat del segle xiv.